# Divize D 1969/1970
V soubojích 5. ročníku Moravskoslezské divize D 1969/70 (jedna ze skupin 4. fotbalové ligy) se utkalo 16 týmů každý s každým dvoukolovým systémem podzim–jaro. Byl to první ročník ve čtvrtoligové historii Divize D (1969–1977 a od 1981/82 dosud). Tento ročník začal v srpnu 1969 a skončil v červnu 1970.

## Nové týmy v sezoně 1969/70
Před sezonou došlo k reorganizaci soutěží (mj. rozšíření nejvyšší soutěže ze 14 na 16 účastníků, které přetrvalo dodnes), ze II. ligy nesestoupilo žádné mužstvo. Divize D se stala 4. nejvyšší soutěží (1965–1969 a 1977–1981 byla 3. stupněm) a byla taktéž rozšířena ze 14 na 16 účastníků. Z Divize D 1968/69 (jako jedné ze skupin 3. ligy) přešla do tohoto ročníku Divize D (už jako jedné ze skupin 4. nejvyšší soutěže) mužstva TJ OP Prostějov, TJ ZKL Brno, TJ RH Znojmo, TJ Sigma MŽ Olomouc a TJ Baník 1. máj Karviná. Z moravských oblastních přeborů 1968/69 (skupin 4. nejvyšší soutěže) postoupilo těchto 11 mužstev:
- 6 z Jihomoravského oblastního přeboru 1968/69: vítězné TJ Jiskra Otrokovice, dále TJ JTT Veselí nad Moravou, TJ Moravská Slavia Brno, VTJ Dukla Kroměříž, TJ Gottwaldov Letná („B“) a TJ Spartak ČKD Blansko.[1]
- 5 ze Severomoravského oblastního přeboru 1968/69: vítězné TJ VOKD Poruba, dále TJ US Uničov, TJ Ostroj Opava, TJ Valašské Meziříčí a TJ Tatra Kopřivnice.[2]

## Konečná tabulka
Zdroj: 
| Poř. | Tým                           | Z  | V  | R  | P  | VG | OG | B  |
| ---- | ----------------------------- | -- | -- | -- | -- | -- | -- | -- |
| 1.   | TJ VOKD Poruba (N)            | 30 | 20 | 5  | 5  | 61 | 38 | 45 |
| 2.   | TJ Moravská Slavia Brno (N)   | 30 | 13 | 10 | 7  | 48 | 33 | 36 |
| 3.   | TJ US Uničov (N)              | 30 | 14 | 7  | 9  | 53 | 44 | 35 |
| 4.   | TJ ZKL Brno                   | 30 | 11 | 12 | 7  | 41 | 37 | 34 |
| 5.   | TJ JTT Veselí nad Moravou (N) | 30 | 13 | 7  | 10 | 48 | 33 | 33 |
| 6.   | TJ Ostroj Opava (N)           | 30 | 10 | 12 | 8  | 43 | 35 | 32 |
| 7.   | TK Baník 1. máj Karviná       | 30 | 11 | 8  | 11 | 46 | 37 | 30 |
| 8.   | TJ Sigma MŽ Olomouc           | 30 | 9  | 12 | 9  | 48 | 50 | 30 |
| 9.   | TJ Tatra Kopřivnice (N)       | 30 | 9  | 11 | 10 | 31 | 30 | 29 |
| 10.  | TJ Jiskra Otrokovice (N)      | 30 | 10 | 8  | 12 | 32 | 36 | 28 |
| 11.  | TJ OP Prostějov               | 30 | 9  | 9  | 12 | 38 | 53 | 27 |
| 12.  | TJ Spartak ČKD Blansko (N)    | 30 | 10 | 6  | 14 | 50 | 64 | 26 |
| 13.  | VTJ Dukla Kroměříž (N)        | 30 | 7  | 10 | 13 | 24 | 33 | 24 |
| 14.  | TJ Gottwaldov Letná („B“) (N) | 30 | 8  | 8  | 14 | 36 | 50 | 24 |
| 15.  | TJ RH Znojmo                  | 30 | 8  | 8  | 14 | 38 | 53 | 24 |
| 16.  | TJ Valašské Meziříčí (N)      | 30 | 5  | 13 | 12 | 31 | 42 | 23 |

Poznámky:
- Z = Odehrané zápasy; V = Vítězství; R = Remízy; P = Prohry; VG = Vstřelené góly; OG = Obdržené góly; B = Body; (S) = Mužstvo sestoupivší z vyšší soutěže; (N) = Mužstvo postoupivší z nižší soutěže (nováček)

|  | Postup do III. ligy – sk. B 1970/71                |
|  | Sestup do Jihomoravského župního přeboru 1970/71   |
|  | Sestup do Středomoravského župního přeboru 1970/71 |
|  | Sestup do Severomoravského župního přeboru 1970/71 |